# Jovan Pejin
Jovan Pejin (Kikinda 15. siječnja 1944.) srbijanski je povjesničar i bivši ravnatelj Arhiva Srbije. Član je Srpske radikalne stranke.

## Kontroverze
Poznat je po svojim ekstremno nacionalističkim ispadima i šovinističkim stavovima. U hrvatskoj javnosti je ostao zapamćen nakon gostovanja u emisiji Hrvatske radio-televizije u kojoj je, između ostalog, tvrdio da je Vukovar srpski grad i da su svi Hrvati primitivci.

## Izbor iz bibliografije
Stradanje Srba u Metohiji 1941. – 1944., Beograd, (1994.)
Srbi i Mađari, velikomađarski san genocid i "genocid", Kikinda, (1996.)
Kolonizacija Hrvata na srpskoj zemlji u Sremu, Slavoniji i Baranji, Sremska MItrovica, (1997.)
Iz prošlosti Kikinde, Kikinda, (2000.)
"Promjena imperije" ili rehabilitacija ugronacizma: obrana od ugronacizma jednako - genocid, Beograd, (2013.)
Obnavljanje ideje "krvavog" sultana Abdula Hamida II i NATO-EU agresija na Srbiju, Kovin (2010.)
Vojvodina: separatizam od Broza do Pajtića, Beograd (2015.) 
Stepinac - balkanski Thomas de Torquemada, Niš, (2016.)